# ورترگت (دهانه)
ورترگت یک دهانه برخوردی در ماه‌ است.

## دهانه‌های اقماری
این دهانه ۵ دهانه اقماری دارد.
| Vertregt | عرض جغرافیایی | طول جغرافیایی | قطر          |
| -------- | ------------- | ------------- | ------------ |
| P        | ۲۳.۶° S       | ۱۷۰.۰° E      | ۲۴.۰ کیلومتر |
| K        | ۲۰.۱° S       | ۱۷۲.۰° E      | ۲۷.۰ کیلومتر |
| J        | ۲۱.۵° S       | ۱۷۴.۳° E      | ۱۷.۰ کیلومتر |
| L        | ۲۱.۱° S       | ۱۷۱.۵° E      | ۳۸.۰ کیلومتر |
| R        | ۲۱.۸° S       | ۱۶۷.۱° E      | ۲۵.۰ کیلومتر |